# RMI1
RMI1‏ (RecQ mediated genome instability 1) هوَ بروتين يُشَفر بواسطة جين RMI1 في الإنسان.